# Briane
La Briane est une rivière française qui coule dans le département de l'Aveyron. C'est un affluent de l'Aveyron en rive gauche, donc un sous-affluent de la Garonne par l'Aveyron puis par le Tarn. 

## Géographie
De 11,7 km de longueur, la Briane prend sa source sur la commune de Flavin et se jette dans l'Aveyron sur la commune de Le Monastère.

## Départements et communes traversées
- Aveyron :  Flavin, Sainte-Radegonde, Le Monastère.

## Principaux affluents
- en rive gauche : la Brianelle 5,3 km
- en rive droite : le ruisseau de Ferrieu 6,5 km
- en rive droite : le ruisseau d'Inières 6,5 km
- en rive droite : le ruisseau de la Garrigue 5,8 km

## Hydrologie
Le code de la masse d'eau est FRFR369.